# Domingos da Costa (Politiker)

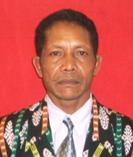
Domingos da Costa

Domingos da Costa (* 29. Dezember 1962 in Remexio, Portugiesisch-Timor) ist ein Politiker aus Osttimor. Er ist Mitglied der Associação Social-Democrata de Timor (ASDT).
Von 2007 bis 2012 war Costa Abgeordneter des Nationalparlament Osttimors. Er war Mitglied der Kommission für Außenangelegenheiten, Verteidigung und Nationale Sicherheit (Kommission B).
Bei den Parlamentswahlen 2012 stand Costa nicht mehr auf der Wahlliste der ASDT. Ohnehin scheiterte die ASDT an der Drei-Prozent-Hürde.